# Propebrevitrichia serowensis
Propebrevitrichia serowensis is een vliegensoort uit de familie van de venstervliegen (Scenopinidae). De wetenschappelijke naam van de soort is voor het eerst geldig gepubliceerd in 2005 door Winterton.